# Newick
En matemàtiques, el format d'arbre Newick —també notació Newick o format d'arbre de Nou Hampshire— és una manera de representar arbres teòrics amb longituds de vora tot utilitzant parèntesis i comes. Va ser adoptat per James Archie, William H. E. Day, Joseph Felsenstein, Wayne Maddison, Christopher Meacham, F. James Rohlf, i David Swofford, després de dues trobades durant el 1986, la segona de la qual va ser al restaurant Newick de Dover (Nou Hampshire). El format adoptat és una generalització del format desenvolupat per Meacham el 1984 pel primer programa que dibuixava arbres en el paquet PHYLIP de Felsenstein.

## Exemple
L'arbre següent:
pot ser representat en el format Newick de diverses maneres 
```
(,,(,)); 
no s'anomena cap node

(Un,B,(C,D)); 
s'anomenen els nodes de les fulles

(Un,B,(C,D)E)F; s'anomenen tots els nodes
(:0.1,:0.2,(:0.3,:0.4):0.5); 
tots els nodes excepte l'arrel tenen una distància al pare

(:0.1,:0.2,(:0.3,:0.4):0.5):0.0; 
tots tenen una distància al pare

(Un:0.1,B:0.2,(C:0.3,D:0.4):0.5); 
distàncies i noms de fulla
 (
popular
)
(Un:0.1,B:0.2,(C:0.3,D:0.4)E:0.5)F; distàncies i tots els noms
((B:0.2,(C:0.3,D:0.4)E:0.5)F:0.1)Un; 
un arbre arrelat en un node de fulla
 (
rar
)
```

El format Newick és típicament utilitzat per eines com PHYLIP i és una definició mínima per a un arbre filogenètic.

## Arbres arrelats, desarrelats i binaris
Quan un arbre desarrelat és representat en notació Newick, un node arbitrari és escollit com la seva arrel. Tant si és arrelat com desarrelat, típicament la representació d'un arbre és arrelada en un node intern i és rar (però legal) arrelar un arbre en un node de fulla.
Un arbre binari arrelat que és arrelat en un node intern té exactament dos nodes descendents immediats per cada node intern. Un arbre binari desarrelat que és arrelat en un node intern arbitrari té exactament tres nodes descendents immediats pel node d'arrel, i cada altre node intern té exactament dos nodes descendents immediats. Un arbre binari arrelat d'una fulla té com a màxim un node descendent immediat pel node d'arrel, i cada node intern té exactament dos nodes descendents immediats.